# Claude de Turin
Claude de Turin (c.780 - c. 828) est un ecclésiastique d'origine hispanique qui fut évêque de Turin (816 - 827 ou 828).

## Biographie
D'origine hispanique, mais établi dès 799-800 à Lyon, où il fut formé à l'école biblique de l'évêque Leidrade, Claude (Claudius) fut évêque de Turin de 816 à sa mort, survenue vraisemblablement à la fin de l'an 827 ou en 828. Sa féconde activité d'exégète à la cour de Louis le Pieux peut être tenue pour une contribution à la renaissance carolingienne. Il était un tenant virulent de l'iconoclasme, qu'il mit en pratique dans son diocèse piémontais, où il combattit avec la même véhémence le culte de la Croix. Sa contestation s'étendit au culte des saints et au pèlerinage à Rome, dans une controverse qui l'opposa au pape Pascal Ier . On ne peut nier que Claude, par certaines de ses idées, préfigure la Réforme. Il fut attaqué comme hérétique par Dungal et par Jonas d'Orléans dans des écrits parvenus jusqu'à nous et se défendit dans une apologie (Apologeticum) dont ses deux détracteurs nous ont conservé des passages.

## Éditions
- Patrologie Latine, tomes 50, 104 et 105, éd. Migne ; à consulter sur Documenta Catholica Omnia. Meilleure édition partielle (voir infra) : Ernst Dümmler dans les Monumenta Germaniae Historica (en ligne).

Les extraits de l'Apologeticum de Claude se lisent dans les M.G.H., Epistolae, IV (= Karolini aevi II), p. 610-613 (Dümmler) ; on en trouvera une traduction française chez P. Boulhol, Claude de Turin (2002), p. 325-330.
Les lettres-préfaces de Claude placées en tête de ses commentaires bibliques, ont été éditées par Dümmler dans les M.G.H., Epistolae, IV (1895), p. 590-610. La préface de l'Expositio in libro Ruth a été éditée par Ian M. Douglas, dans Sacris erudiri, 22 (1974), p. 305-313, et par Pierre Monat, Raban Maur. Claude de Turin. Deux commentaires sur le livre de Ruth. Paris, Cerf, 2009 (= Sources Chrétiennes, n° 533), p. 164-182. Le Commentaire sur Josué se lit chez P. Boulhol, Claude de Turin (2002), p. 359-418. Le Tractatus in epistola ad Ephesios et le Tractatus in epistola ad Philippenses ont été éditées par C. Ricci dans la série Corpus Christianorum. Continuatio Mediaevalis 263. Turnhout: Brepols Publishers, 2014  (ISBN 978-2-503-55266-8).